# Parafia św. Andrzeja Boboli w Rydzewie
Parafia świętego Andrzeja Boboli w Rydzewie – parafia rzymskokatolicka, znajdująca się w diecezji ełckiej, w dekanacie Giżycko – św. Krzysztofa.